# Elizabeth J. Tasker
Elizabeth J. Tasker (12 de julio de 1980) es una astrofísica británica, escritora científica y profesora asociada de la Agencia Japonesa de Exploración Aeroespacial. Es especialista en modelos computacionales sobre cómo se forman las estrellas y los planetas en nuestra galaxia. Escribió The Planet Factory, publicado por Bloomsbury en 2017, la historia de exoplanetas, sobre la formación de planetas y cuánto ha progresado nuestro conocimiento en los últimos años.

## Biografía
Tasker estudió física teórica en la Universidad de Durham y se graduó en 2002. Se trasladó a la Universidad de Oxford para sus estudios de doctorado, trabajando bajo la supervisión de Greg Bryan. Completó su tesis Numerical simulations of the formation and evolution of galaxies (Simulaciones numéricas en la formación y evolución de galaxias) en 2005.

### Investigación
Tasker se unió a la Universidad de Columbia como asistente de investigación postdoctoral, donde trabajó con simulaciones en la formación de las estrellas incorporando reacciones de supernovas, si la retroalimentación estelar resulta de la muerte de las nubes moleculares gigantes. Estuvo tres años en la Universidad de Florida como becaria postdoctoral de astrofísica teórica, antes de mudarse a la Universidad McMaster como CITA National Fellow en 2009.
La investigación de Tasker investiga cómo se forman las estrellas en los discos galácticos utilizando simulaciones por computadora. Ella observa cómo la estructura de la galaxia impacta la formación de estrellas y cómo la formación de estrellas impulsa la evolución de las galaxias. Ella ha defendido la necesidad de evaluar el lenguaje en torno a las métricas de clasificación de exoplanetas. Se unió a la Universidad de Hokkaido como académica internacional en 2011. Ganó el President’s Award for Education en 2014, 2015 y 2016 de la Universidad de Hokkaido. En 2016 fue a JAXA, la Agencia de Exploración Aeroespacial de Japón, como profesora asociada, y para investigar sobre  la fluidodinámica de formación de estrellas y planetas.

### Escritora científica
Tasker es también una escritora científica popular. En 1999 ganó el premio The Daily Telegraph Young Science Writers Award. Ha escrito para la revista científica Scientific American, How It Works, Space.com, The Conversation and Astronomy. Ha impartido también conferencias divulgativas como la Communelling of Astronomy with the Public de la Royal Institution y el Museo Americano de Historia Natural. En 2015, Tasker presentó How Did We Begin en la Universidad de Hokkaido. Difunde sus trabajos al público en general en Earth-Life Science Institute.